# Plymouth County (Massachusetts)
Das Plymouth County ist ein County im Bundesstaat Massachusetts der Vereinigten Staaten. Der Verwaltungssitz (County Seat) ist Brockton und Plymouth. Das U.S. Census Bureau hat bei der Volkszählung 2020 eine Einwohnerzahl von 530.819 ermittelt.

## Geographie
Das County hat eine Fläche von 2832 Quadratkilometern, wovon 1120 Quadratkilometer Wasserfläche sind. Es grenzt im Uhrzeigersinn an folgende Countys: Norfolk County, Barnstable County und Bristol County.

## Geschichte
Plymouth County war 1685 eines von drei Gründungscountys von Plymouth Colony.
Fünf Stätten im County haben den Status einer National Historic Landmark. 123 Bauwerke und Orte des Countys sind insgesamt im National Register of Historic Places eingetragen (Stand 17. November 2017).

## Demographie
Laut der Volkszählung im Jahr 2000 lebten im Plymouth County 472.822 Einwohner in 168.361 Haushalten und 122.398 Familien. Die Bevölkerung setzte sich aus 88,70 Prozent Weißen, 4,56 Prozent Afroamerikanern, 0,92 Prozent Asiaten und 0,21 Prozent amerikanischen Ureinwohnern zusammen. 2,44 Prozent der Bevölkerung waren spanischer oder lateinamerikanischer Abstammung. Das Prokopfeinkommen betrug 24.789 US-Dollar; 4,9 Prozent der Familien sowie 6,6 Prozent der Bevölkerung lebten unter der Armutsgrenze.

## Städte und Gemeinden
| - Abington - Bridgewater - Brockton - Carver - Duxbury - East Bridgewater | - Halifax - Hanover - Hanson - Hingham - Hull - Kingston | - Lakeville - Marion - Marshfield - Mattapoisett - Middleborough - Norwell | - Pembroke - Plymouth - Plympton - Rochester - Rockland - Scituate | - Wareham - West Bridgewater - Whitman |